# Wolfgang Nonn
Wolfgang Nonn (* 24. November 1935 in Mülheim an der Ruhr; † 26. August 1959 ebenda) war ein deutscher Hockeyspieler. Er gewann 1956 eine olympische Bronzemedaille.
Bei den Olympischen Spielen 1956 in Melbourne wirkte Wolfgang Nonn in allen fünf Spielen mit, er erzielte zwei Tore, eines davon im Spiel um Bronze beim 3:1 gegen die Briten. Auch sein Bruder Helmut Nonn gehörte zur Olympiamannschaft 1956. Insgesamt wirkte Wolfgang Nonn in 21 Länderspielen mit. Mit Uhlenhorst Mülheim wurden die Brüder Nonn 1954, 1955, 1957 und 1958 Deutscher Meister. Nonn starb mit 23 Jahren an einer Blinddarmoperation.